# Тривас, Виктор Александрович
Виктор Александрович Тривас (нем. Victor Trivas; 9 июля 1896, Санкт-Петербург, — 12 апреля 1970, Нью-Йорк) — немецкий кинорежиссёр, сценарист и художник.

## Биография
Родился в Санкт-Петерберге в еврейской купеческой семье. Отец — Шендер Мордухович (Александр Маркович) Тривас, купец, владел магазином часов на Большом проспекте Петроградской стороны, основанном дедом В. А. Триваса — купцом первой гильдии Мордухом Зальмоновичем Тривасом; занимался также торговлей антиквариатом, владел складом печатной продукции, но был разносторонней личностью — скульптором, пианистом, часовых дел мастером, позже работал в граммофонном «Товариществе В. И. Ребриков и К» и возглавлял русский отдел фонографной компании «Колумбия» в США (сохранились его грамзаписи и как певца). В 1900-е годы семья жила на улице Бассейной, дом № 26, отец в это время был владельцем склада товарищества «Фонограмма».
Перед Первой мировой войной Виктор Тривас поступил в Академию художеств, где изучал архитектуру, но окончить академию не успел — был призван в действующую армию. После выхода России из войны Тривас поселился в Москве, в качестве художника работал в различных театрах, в том числе в ГОСЕТе у Алексея Грановского; в 1924 году оформил в Малом театре «Медвежью свадьбу» А. В. Луначарского. В 1920 году он был арестован, но через месяц освобождён.

### В Германии
В 1925 году Тривас эмигрировал с родителями из СССР и поселился в Берлине. Работу в немецком кинематографе начинал в качестве художника, в том числе в фильме Г. В. Пабста «Любовь Жанны Ней». В Берлине Тривас вновь встретился с А. Грановским, эмигрировавшим из СССР в 1928 году, — оформлял его театральные поставноки, в частности спектакль по пьесе Мольера «Мещанин во дворянстве»; при этом один из критиков отметил, что оформление — лучшее, что есть в этом спектакле.
Первой режиссёрской работой Триваса в кинематографе стал чешско-немецкий фильм «Волнение крови». Вместе с режиссёров Фёдором Оцепом (в чьём фильме «Убийца Дмитрий Карамазов» он принял участие в качестве художника и сценариста) Тривас выступал против натурализма в кинематографе. Его второй режиссёрской работой стал антивоенный фильм-аллегория «Нейтральная полоса», в котором режиссёр очень скупо пользуется словом, отдавая предпочтение символам. Этот фильм принёс Тривасу широкую известность; после демонстрации фильма во Франции в январе 1933 года, Жюльен Ж. Лондон писал: «Вчера ещё он был неизвестен, сегодня он — создатель „Нейтральной полосы“, одного из самых замечательных фильмов последних лет».

### Во Франции
Летом 1932 года Тривас поселился в Париже и здесь в 1933-м снял свой трети фильм — «На улицах» (Dans les rues), предвосхищавший «поэтический реализм» Марселя Карне. Хотя фильм имел определённый успех, в дальнейшем Тривас ни во Франции, ни позже в США не имел самостоятельной режиссёрской работы. В 1935 году он выступил в качестве сорежиссёра Жака Деваля, Жана Таррида и Жермена Фрида в фильме «Товарищ» (Tovaritch), посвящённом русским эмигрантам в Париже. Многие его проекты так и остались нерализованными.
В 1939 году Тривас покинул Париж; в Марселе ему пришлось семь месяцев дожидаться разрешения на въезд в Соединённые Штаты, и только а мае 1941 года он смог отплыть из Лиссабона в Америку.

### В Соединённых Штатах
В США плохое знание английского языка мешало Тривасу найти работу в качестве режиссёра или сценографа; востребован он был главным образом как человек, свободно владеющий русским языком. В 1944 году вместе с Морисом Кларком он написал сценарий к фильму Оцепа «Три русские девушки» — адаптация фильма Виктора Эйсымонта «Фронтовые подруги»; в том же году стал одним из авторов сценария «Песни России» (Song of Russia) Григория Ратова. Поскольку оба фильма были призваны усилить просоветские настроения в американском обществе, после окончания войны Дж. Маккарти подозревал Триваса в сочувствии коммунистам.
В 1946 году Тривас был номинирован на Оскара как автор сценария фильма Орсона Уэллса «Чужестранец». В 1947 году он получил американское гражданство. В 1950-х в течение нескольких лет он работал в Западной Германии, где в 1959 году снял свой четвёртый и последний фильм — «Голые и сатана» (Die Nackte und der Satan). Однако «Нейтральная полоса» так и осталась его лучшим фильмом.
Виктор Тривас умер в Нью-Йорке на 74-м году жизни от сердечного приступа.

## Семья
- Жена — Мария Шнеерсон; дочь Ирина (англ. Irene Trivas, 1930—2012) — художник-график, иллюстратор детских книг[7].

## Фильмография

### Режиссёр
- 1930 — Волнение крови / Aufruf des Blutes
- 1931 — Нейтральная полоса  / Niemandsland
- 1933 — На улицах / Dans les rues
- 1935 — Товарищ / Tovaritch (совместно с Жаком Девалем, Жаном Тарридом и Жерменом Фридом)
- 1959 — Голые и сатана / Die Nackte und der Satan

### Сценарист
- 1931 — Убийца Дмитрий Карамазов / Der Mörder Dimitri Karamasoff (Германия), со-сцанарист; сюжет — экранизация романа Ф. М. Достоевского «Братья Карамазовы»
- 1943 — Три русские девушки / Three Russian Girls (США), со-сцанарист; сюжет — ремейк советского фильма «Фронтовые подруги»

### Декоратор
- 1927 — Любовь Жанны Ней / Die Liebe der Jeanne Ney, также снялся в фильме в эпизодичной роли прохожего